# Східні Тепуї

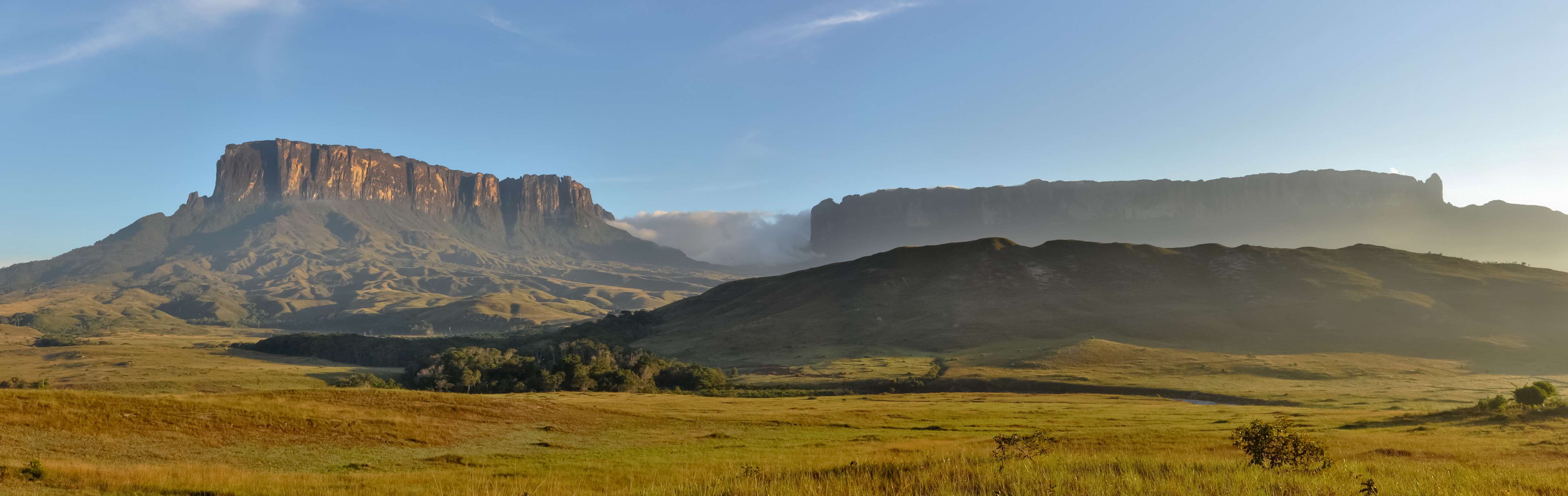
Кукенан-Тепуй (ліворуч) і Рорайма-Тепуй, два найбільш відвідувані зі східних тепуїв. На передньому плані видно річку Тек і відносно сухі луки Гран-Сабани.

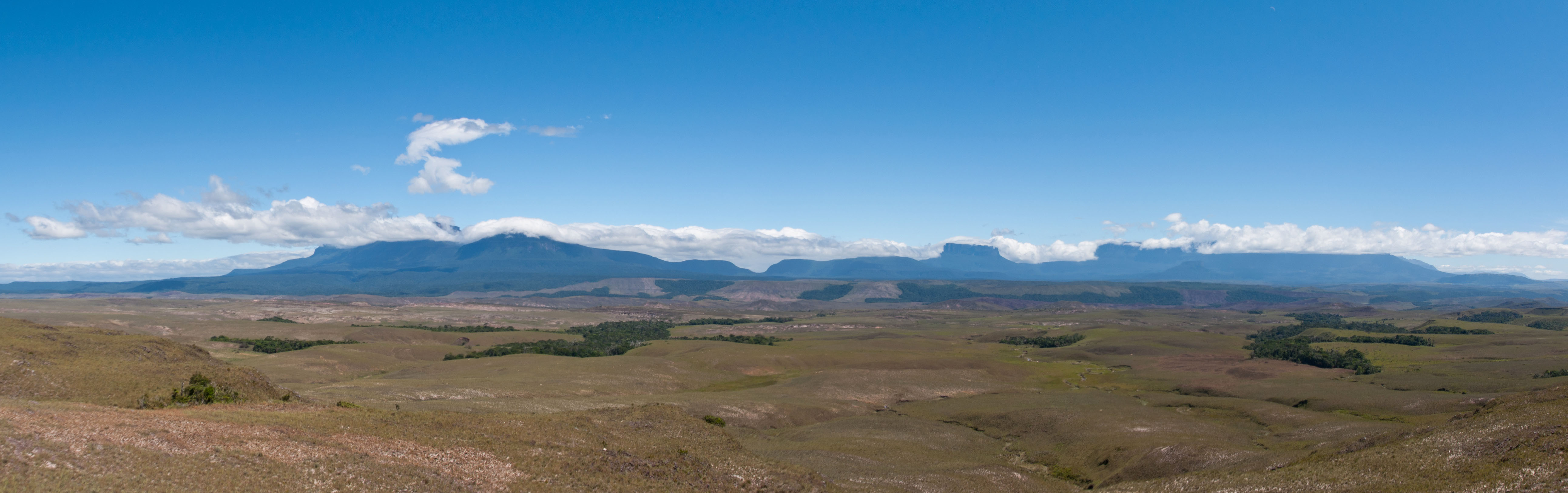
Панорамний вид на ланцюг Східних Тепуїв. Зліва направо: Трамен-Тепуй, Ілу-Тепуй, Караурін-Тепуй, Вадакапіапуе-Тепуй (закритий хмарами), Юруані-Тепуй, Кукенан-Тепуй та Рорайма-Тепуй (закритий Кукенаном і хмарами).

Східні Тепуї (ісп. Tepuyes Orientales), також відомі як хребет Рорайма-Ілу, - це гірський ланцюг, що простягається приблизно на 60 кілометрів (37 миль) уздовж кордону між Гаяною, Венесуелою і, незначною мірою, Бразилією.  Він простягається в північно-західному напрямку від точки з'єднання цих країн, близько до кордону між Гаяною і Венесуелою, з однією головною вершиною (Уей-Тепуй) на півдні, на бразильсько-венесуельському кордоні. Рухаючись   на північний захід від Уей-Тепуя (2150 м), основними вершинами цього ланцюга є Рорайма-Тепуй (2810 м), Кукенан-Тепуй (2650 м), Юруані-Тепуй (2400 м), Вадакапіапуе-Тепуй (2000 м), Караурін-Тепуй (2500 м), Ілу-Тепуй (2700 м) і Трамен-Тепуй. Невелика вершина Вей-Ассіпу-Тепуй лежить повністю за межами Венесуели, на кордоні між Бразилією та Гаяною. Крім того, є низка невеликих плато, які утворюють ланцюг між Уей-Тепуєм та Рорайма-Тепуєм. Ілу-Тепуй і Трамен-Тепуй часто розглядаються разом, оскільки вони з'єднані спільною основою . 
Ланцюг Східних Тепуїв має загальну площу вершин близько 70 км² (27 кв. миль) і приблизну площу схилів 320 км² (120 кв. миль).  До нього входять деякі з найвідоміших і найбільш відвідуваних тепуї, зокрема Рорайма і сусідній Кукенан. 